# Incontri ufficiali della nazionale maschile di calcio dell'Unione Sovietica
Questa è la Cronologia completa delle partite ufficiali della nazionale di calcio dell'Unione Sovietica.

## Partite
| Cronologia completa delle presenze e delle reti in nazionale ― Unione Sovietica | Cronologia completa delle presenze e delle reti in nazionale ― Unione Sovietica | Cronologia completa delle presenze e delle reti in nazionale ― Unione Sovietica | Cronologia completa delle presenze e delle reti in nazionale ― Unione Sovietica | Cronologia completa delle presenze e delle reti in nazionale ― Unione Sovietica | Cronologia completa delle presenze e delle reti in nazionale ― Unione Sovietica | Cronologia completa delle presenze e delle reti in nazionale ― Unione Sovietica | Cronologia completa delle presenze e delle reti in nazionale ― Unione Sovietica |
| Data                                                                            | Città                                                                           | In casa                                                                         | Risultato                                                                       | Ospiti                                                                          | Competizione                                                                    | Reti                                                                            | Note                                                                            |
| ------------------------------------------------------------------------------- | ------------------------------------------------------------------------------- | ------------------------------------------------------------------------------- | ------------------------------------------------------------------------------- | ------------------------------------------------------------------------------- | ------------------------------------------------------------------------------- | ------------------------------------------------------------------------------- | ------------------------------------------------------------------------------- |
| 16-11-1924                                                                      | Mosca                                                                           | Unione Sovietica                                                                | 3 – 0                                                                           | Turchia                                                                         | Amichevole                                                                      | -                                                                               |                                                                                 |
| 15-5-1925                                                                       | Ankara                                                                          | Turchia                                                                         | 1 – 2                                                                           | Unione Sovietica                                                                | Amichevole                                                                      | -                                                                               |                                                                                 |
| 15-7-1952                                                                       | Kotka                                                                           | Bulgaria                                                                        | 1 – 2                                                                           | Unione Sovietica                                                                | Olimpiadi 1952                                                                  | -                                                                               |                                                                                 |
| 20-7-1952                                                                       | Tampere                                                                         | Unione Sovietica                                                                | 5 – 5                                                                           | Jugoslavia                                                                      | Olimpiadi 1952                                                                  | -                                                                               |                                                                                 |
| 22-7-1952                                                                       | Tampere                                                                         | Unione Sovietica                                                                | 1 – 3                                                                           | Jugoslavia                                                                      | Olimpiadi 1952                                                                  | -                                                                               |                                                                                 |
| 8-9-1954                                                                        | Mosca                                                                           | Unione Sovietica                                                                | 7 – 0                                                                           | Svezia                                                                          | Amichevole                                                                      | -                                                                               |                                                                                 |
| 26-9-1954                                                                       | Mosca                                                                           | Unione Sovietica                                                                | 1 – 1                                                                           | Ungheria                                                                        | Amichevole                                                                      | -                                                                               |                                                                                 |
| 26-6-1955                                                                       | Solna                                                                           | Svezia                                                                          | 0 – 6                                                                           | Unione Sovietica                                                                | Amichevole                                                                      | -                                                                               |                                                                                 |
| 21-8-1955                                                                       | Mosca                                                                           | Unione Sovietica                                                                | 3 – 2                                                                           | Germania Ovest                                                                  | Amichevole                                                                      | -                                                                               |                                                                                 |
| 16-9-1955                                                                       | Mosca                                                                           | Unione Sovietica                                                                | 11 – 1                                                                          | India                                                                           | Amichevole                                                                      | -                                                                               |                                                                                 |
| 25-9-1955                                                                       | Budapest                                                                        | Ungheria                                                                        | 1 – 1                                                                           | Unione Sovietica                                                                | Amichevole                                                                      | -                                                                               |                                                                                 |
| 23-10-1955                                                                      | Mosca                                                                           | Unione Sovietica                                                                | 2 – 2                                                                           | Francia                                                                         | Amichevole                                                                      | -                                                                               |                                                                                 |
| 23-5-1956                                                                       | Mosca                                                                           | Unione Sovietica                                                                | 5 – 1                                                                           | Danimarca                                                                       | Amichevole                                                                      | -                                                                               |                                                                                 |
| 1-7-1956                                                                        | Copenaghen                                                                      | Danimarca                                                                       | 2 – 5                                                                           | Unione Sovietica                                                                | Amichevole                                                                      | -                                                                               |                                                                                 |
| 11-7-1956                                                                       | Mosca                                                                           | Unione Sovietica                                                                | 5 – 0                                                                           | Israele                                                                         | Qual. Olimpiadi 1956                                                            | -                                                                               |                                                                                 |
| 31-7-1956                                                                       | Ramat Gan                                                                       | Israele                                                                         | 1 – 2                                                                           | Unione Sovietica                                                                | Qual. Olimpiadi 1956                                                            | -                                                                               |                                                                                 |
| 15-9-1956                                                                       | Hannover                                                                        | Germania Ovest                                                                  | 1 – 2                                                                           | Unione Sovietica                                                                | Amichevole                                                                      | -                                                                               |                                                                                 |
| 23-9-1956                                                                       | Mosca                                                                           | Unione Sovietica                                                                | 0 – 1                                                                           | Ungheria                                                                        | Amichevole                                                                      | -                                                                               |                                                                                 |
| 21-10-1956                                                                      | Colombes                                                                        | Francia                                                                         | 2 – 1                                                                           | Unione Sovietica                                                                | Amichevole                                                                      | -                                                                               |                                                                                 |
| 24-11-1956                                                                      | Melbourne                                                                       | Unione Sovietica                                                                | 2 – 1                                                                           | Germania                                                                        | Olimpiadi 1956                                                                  | -                                                                               |                                                                                 |
| 29-11-1956                                                                      | Melbourne                                                                       | Indonesia                                                                       | 0 – 0                                                                           | Unione Sovietica                                                                | Olimpiadi 1956                                                                  | -                                                                               |                                                                                 |
| 1-12-1956                                                                       | Melbourne                                                                       | Indonesia                                                                       | 0 – 4                                                                           | Unione Sovietica                                                                | Olimpiadi 1956                                                                  | -                                                                               |                                                                                 |
| 5-12-1956                                                                       | Melbourne                                                                       | Bulgaria                                                                        | 1 – 2                                                                           | Unione Sovietica                                                                | Olimpiadi 1956                                                                  | -                                                                               |                                                                                 |
| 8-12-1956                                                                       | Melbourne                                                                       | Unione Sovietica                                                                | 1 – 0                                                                           | Jugoslavia                                                                      | Olimpiadi 1956                                                                  | -                                                                               |                                                                                 |
| 1-6-1957                                                                        | Mosca                                                                           | Unione Sovietica                                                                | 1 – 1                                                                           | Romania                                                                         | Amichevole                                                                      | -                                                                               |                                                                                 |
| 23-6-1957                                                                       | Mosca                                                                           | Unione Sovietica                                                                | 3 – 0                                                                           | Polonia                                                                         | Qual. Mondiali 1958                                                             | -                                                                               |                                                                                 |
| 21-7-1957                                                                       | Sofia                                                                           | Bulgaria                                                                        | 0 – 4                                                                           | Unione Sovietica                                                                | Amichevole                                                                      | -                                                                               |                                                                                 |
| 27-7-1957                                                                       | Mosca                                                                           | Unione Sovietica                                                                | 2 – 1                                                                           | Finlandia                                                                       | Qual. Mondiali 1958                                                             | -                                                                               |                                                                                 |
| 15-8-1957                                                                       | Helsinki                                                                        | Finlandia                                                                       | 0 – 10                                                                          | Unione Sovietica                                                                | Qual. Mondiali 1958                                                             | -                                                                               |                                                                                 |
| 22-9-1957                                                                       | Budapest                                                                        | Ungheria                                                                        | 1 – 2                                                                           | Unione Sovietica                                                                | Amichevole                                                                      | -                                                                               |                                                                                 |
| 20-10-1957                                                                      | Chorzów                                                                         | Polonia                                                                         | 2 – 1                                                                           | Unione Sovietica                                                                | Qual. Mondiali 1958                                                             | -                                                                               |                                                                                 |
| 24-11-1957                                                                      | Lipsia                                                                          | Polonia                                                                         | 0 – 2                                                                           | Unione Sovietica                                                                | Qual. Mondiali 1958                                                             | -                                                                               |                                                                                 |
| 18-5-1958                                                                       | Mosca                                                                           | Unione Sovietica                                                                | 1 – 1                                                                           | Inghilterra                                                                     | Amichevole                                                                      | -                                                                               |                                                                                 |
| 8-6-1958                                                                        | Göteborg                                                                        | Inghilterra                                                                     | 2 – 2                                                                           | Unione Sovietica                                                                | Mondiali 1958                                                                   | -                                                                               |                                                                                 |
| 11-6-1958                                                                       | Borås                                                                           | Austria                                                                         | 0 – 2                                                                           | Unione Sovietica                                                                | Mondiali 1958                                                                   | -                                                                               |                                                                                 |
| 15-6-1958                                                                       | Göteborg                                                                        | Unione Sovietica                                                                | 0 – 2                                                                           | Brasile                                                                         | Mondiali 1958                                                                   | -                                                                               |                                                                                 |
| 17-6-1958                                                                       | Göteborg                                                                        | Inghilterra                                                                     | 0 – 1                                                                           | Unione Sovietica                                                                | Mondiali 1958                                                                   | -                                                                               |                                                                                 |
| 19-6-1958                                                                       | Solna                                                                           | Svezia                                                                          | 2 – 0                                                                           | Unione Sovietica                                                                | Mondiali 1958                                                                   | -                                                                               |                                                                                 |
| 30-8-1958                                                                       | Praga                                                                           | Cecoslovacchia                                                                  | 1 – 2                                                                           | Unione Sovietica                                                                | Amichevole                                                                      | -                                                                               |                                                                                 |
| 28-9-1958                                                                       | Mosca                                                                           | Unione Sovietica                                                                | 3 – 1                                                                           | Ungheria                                                                        | Qual. Euro 1960                                                                 | -                                                                               |                                                                                 |
| 22-10-1958                                                                      | Wembley                                                                         | Inghilterra                                                                     | 5 – 0                                                                           | Unione Sovietica                                                                | Amichevole                                                                      | -                                                                               |                                                                                 |
| 6-9-1959                                                                        | Mosca                                                                           | Unione Sovietica                                                                | 3 – 1                                                                           | Cecoslovacchia                                                                  | Amichevole                                                                      | -                                                                               |                                                                                 |
| 27-9-1959                                                                       | Budapest                                                                        | Ungheria                                                                        | 0 – 1                                                                           | Unione Sovietica                                                                | Qual. Euro 1960                                                                 | -                                                                               |                                                                                 |
| 3-10-1959                                                                       | Pechino                                                                         | Cina                                                                            | 0 – 1                                                                           | Unione Sovietica                                                                | BT                                                                              | -                                                                               |                                                                                 |
| 19-5-1960                                                                       | Mosca                                                                           | Unione Sovietica                                                                | 7 – 1                                                                           | Polonia                                                                         | Amichevole                                                                      | -                                                                               |                                                                                 |
| 6-7-1960                                                                        | Marsiglia                                                                       | Cecoslovacchia                                                                  | 0 – 3                                                                           | Unione Sovietica                                                                | Euro 1960                                                                       | -                                                                               |                                                                                 |
| 10-7-1960                                                                       | Parigi                                                                          | Unione Sovietica                                                                | 2 – 1                                                                           | Jugoslavia                                                                      | Euro 1960                                                                       | -                                                                               |                                                                                 |
| 17-8-1960                                                                       | Lipsia                                                                          | Germania Est                                                                    | 0 – 1                                                                           | Unione Sovietica                                                                | Amichevole                                                                      | -                                                                               |                                                                                 |
| 4-9-1960                                                                        | Vienna                                                                          | Austria                                                                         | 3 – 1                                                                           | Unione Sovietica                                                                | Amichevole                                                                      | -                                                                               |                                                                                 |
| 21-5-1961                                                                       | Varsavia                                                                        | Polonia                                                                         | 1 – 0                                                                           | Unione Sovietica                                                                | Amichevole                                                                      | -                                                                               |                                                                                 |
| 18-6-1961                                                                       | Mosca                                                                           | Unione Sovietica                                                                | 1 – 0                                                                           | Turchia                                                                         | Qual. Mondiali 1962                                                             | -                                                                               |                                                                                 |
| 24-6-1961                                                                       | Mosca                                                                           | Unione Sovietica                                                                | 0 – 0                                                                           | Argentina                                                                       | Amichevole                                                                      | -                                                                               |                                                                                 |
| 1-7-1961                                                                        | Mosca                                                                           | Unione Sovietica                                                                | 5 – 2                                                                           | Norvegia                                                                        | Qual. Mondiali 1962                                                             | -                                                                               |                                                                                 |
| 23-8-1961                                                                       | Oslo                                                                            | Norvegia                                                                        | 0 – 3                                                                           | Unione Sovietica                                                                | Qual. Mondiali 1962                                                             | -                                                                               |                                                                                 |
| 10-9-1961                                                                       | Mosca                                                                           | Unione Sovietica                                                                | 0 – 1                                                                           | Austria                                                                         | Amichevole                                                                      | -                                                                               |                                                                                 |
| 12-11-1961                                                                      | Istanbul                                                                        | Turchia                                                                         | 1 – 2                                                                           | Unione Sovietica                                                                | Qual. Mondiali 1962                                                             | -                                                                               |                                                                                 |
| 18-11-1961                                                                      | Buenos Aires                                                                    | Argentina                                                                       | 1 – 2                                                                           | Unione Sovietica                                                                | Amichevole                                                                      | -                                                                               |                                                                                 |
| 22-11-1961                                                                      | Ñuñoa                                                                           | Cile                                                                            | 0 – 1                                                                           | Unione Sovietica                                                                | Amichevole                                                                      | -                                                                               |                                                                                 |
| 29-11-1961                                                                      | Montevideo                                                                      | Uruguay                                                                         | 1 – 2                                                                           | Unione Sovietica                                                                | Amichevole                                                                      | -                                                                               |                                                                                 |
| 11-4-1962                                                                       | Lussemburgo                                                                     | Lussemburgo                                                                     | 1 – 3                                                                           | Unione Sovietica                                                                | Amichevole                                                                      | -                                                                               |                                                                                 |
| 18-4-1962                                                                       | Solna                                                                           | Svezia                                                                          | 0 – 2                                                                           | Unione Sovietica                                                                | Amichevole                                                                      | -                                                                               |                                                                                 |
| 27-4-1962                                                                       | Mosca                                                                           | Unione Sovietica                                                                | 5 – 0                                                                           | Uruguay                                                                         | Amichevole                                                                      | -                                                                               |                                                                                 |
| 31-5-1962                                                                       | Arica                                                                           | Unione Sovietica                                                                | 2 – 0                                                                           | Jugoslavia                                                                      | Mondiali 1962                                                                   | -                                                                               |                                                                                 |
| 3-6-1962                                                                        | Arica                                                                           | Colombia                                                                        | 4 – 4                                                                           | Unione Sovietica                                                                | Mondiali 1962                                                                   | -                                                                               |                                                                                 |
| 6-6-1962                                                                        | Arica                                                                           | Uruguay                                                                         | 1 – 2                                                                           | Unione Sovietica                                                                | Mondiali 1962                                                                   | -                                                                               |                                                                                 |
| 10-6-1962                                                                       | Arica                                                                           | Cile                                                                            | 2 – 1                                                                           | Unione Sovietica                                                                | Mondiali 1962                                                                   | -                                                                               |                                                                                 |
| 22-5-1963                                                                       | Mosca                                                                           | Unione Sovietica                                                                | 0 – 1                                                                           | Svezia                                                                          | Amichevole                                                                      | -                                                                               |                                                                                 |
| 22-9-1963                                                                       | Mosca                                                                           | Unione Sovietica                                                                | 1 – 1                                                                           | Ungheria                                                                        | Amichevole                                                                      | -                                                                               |                                                                                 |
| 13-10-1963                                                                      | Mosca                                                                           | Unione Sovietica                                                                | 2 – 0                                                                           | Italia                                                                          | Qual. Euro 1964                                                                 | -                                                                               |                                                                                 |
| 10-11-1963                                                                      | Roma                                                                            | Italia                                                                          | 1 – 1                                                                           | Unione Sovietica                                                                | Qual. Euro 1964                                                                 | -                                                                               |                                                                                 |
| 1-12-1963                                                                       | Casablanca                                                                      | Marocco                                                                         | 1 – 1                                                                           | Unione Sovietica                                                                | Amichevole                                                                      | -                                                                               |                                                                                 |
| 13-5-1964                                                                       | Solna                                                                           | Svezia                                                                          | 1 – 1                                                                           | Unione Sovietica                                                                | Qual. Euro 1964                                                                 | -                                                                               |                                                                                 |
| 20-5-1964                                                                       | Mosca                                                                           | Unione Sovietica                                                                | 1 – 0                                                                           | Uruguay                                                                         | Amichevole                                                                      | -                                                                               |                                                                                 |
| 27-5-1964                                                                       | Mosca                                                                           | Unione Sovietica                                                                | 3 – 1                                                                           | Svezia                                                                          | Qual. Euro 1964                                                                 | -                                                                               |                                                                                 |
| 17-6-1964                                                                       | Barcellona                                                                      | Danimarca                                                                       | 0 – 3                                                                           | Unione Sovietica                                                                | Euro 1964                                                                       | -                                                                               |                                                                                 |
| 21-6-1964                                                                       | Madrid                                                                          | Spagna                                                                          | 2 – 1                                                                           | Unione Sovietica                                                                | Euro 1964                                                                       | -                                                                               |                                                                                 |
| 11-10-1964                                                                      | Vienna                                                                          | Austria                                                                         | 1 – 0                                                                           | Unione Sovietica                                                                | Amichevole                                                                      | -                                                                               |                                                                                 |
| 4-11-1964                                                                       | Algeri                                                                          | Algeria                                                                         | 2 – 2                                                                           | Unione Sovietica                                                                | Amichevole                                                                      | -                                                                               |                                                                                 |
| 22-11-1964                                                                      | Belgrado                                                                        | Jugoslavia                                                                      | 1 – 1                                                                           | Unione Sovietica                                                                | Amichevole                                                                      | -                                                                               |                                                                                 |
| 29-11-1964                                                                      | Sofia                                                                           | Bulgaria                                                                        | 0 – 0                                                                           | Unione Sovietica                                                                | Amichevole                                                                      | -                                                                               |                                                                                 |
| 16-5-1965                                                                       | Mosca                                                                           | Unione Sovietica                                                                | 0 – 0                                                                           | Austria                                                                         | Amichevole                                                                      | -                                                                               |                                                                                 |
| 23-5-1965                                                                       | Mosca                                                                           | Unione Sovietica                                                                | 3 – 1                                                                           | Grecia                                                                          | Qual. Mondiali 1966                                                             | -                                                                               |                                                                                 |
| 30-5-1965                                                                       | Mosca                                                                           | Unione Sovietica                                                                | 2 – 1                                                                           | Galles                                                                          | Qual. Mondiali 1966                                                             | -                                                                               |                                                                                 |
| 27-6-1965                                                                       | Mosca                                                                           | Unione Sovietica                                                                | 6 – 0                                                                           | Danimarca                                                                       | Qual. Mondiali 1966                                                             | -                                                                               |                                                                                 |
| 4-7-1965                                                                        | Mosca                                                                           | Unione Sovietica                                                                | 0 – 3                                                                           | Brasile                                                                         | Amichevole                                                                      | -                                                                               |                                                                                 |
| 4-9-1965                                                                        | Mosca                                                                           | Unione Sovietica                                                                | 0 – 0                                                                           | Jugoslavia                                                                      | Amichevole                                                                      | -                                                                               |                                                                                 |
| 3-10-1965                                                                       | Il Pireo                                                                        | Grecia                                                                          | 1 – 4                                                                           | Unione Sovietica                                                                | Qual. Mondiali 1966                                                             | -                                                                               |                                                                                 |
| 17-10-1965                                                                      | Copenaghen                                                                      | Danimarca                                                                       | 1 – 3                                                                           | Unione Sovietica                                                                | Qual. Mondiali 1966                                                             | -                                                                               |                                                                                 |
| 27-10-1965                                                                      | Cardiff                                                                         | Galles                                                                          | 2 – 1                                                                           | Unione Sovietica                                                                | Qual. Mondiali 1966                                                             | -                                                                               |                                                                                 |
| 21-11-1965                                                                      | Rio de Janeiro                                                                  | Brasile                                                                         | 2 – 2                                                                           | Unione Sovietica                                                                | Amichevole                                                                      | -                                                                               |                                                                                 |
| 1-12-1965                                                                       | Buenos Aires                                                                    | Argentina                                                                       | 1 – 1                                                                           | Unione Sovietica                                                                | Amichevole                                                                      | -                                                                               |                                                                                 |
| 4-12-1965                                                                       | Montevideo                                                                      | Uruguay                                                                         | 1 – 3                                                                           | Unione Sovietica                                                                | Amichevole                                                                      | -                                                                               |                                                                                 |
| 23-02-1966                                                                      | Ñuñoa                                                                           | Cile                                                                            | 0 – 2                                                                           | Unione Sovietica                                                                | Amichevole                                                                      | -                                                                               |                                                                                 |
| 20-4-1966                                                                       | Basilea                                                                         | Svizzera                                                                        | 2 – 2                                                                           | Unione Sovietica                                                                | Amichevole                                                                      | -                                                                               |                                                                                 |
| 24-4-1966                                                                       | Vienna                                                                          | Austria                                                                         | 0 – 1                                                                           | Unione Sovietica                                                                | Amichevole                                                                      | -                                                                               |                                                                                 |
| 18-5-1966                                                                       | Praga                                                                           | Cecoslovacchia                                                                  | 1 – 2                                                                           | Unione Sovietica                                                                | Amichevole                                                                      | -                                                                               |                                                                                 |
| 22-5-1966                                                                       | Bruxelles                                                                       | Belgio                                                                          | 0 – 1                                                                           | Unione Sovietica                                                                | Amichevole                                                                      | -                                                                               |                                                                                 |
| 5-6-1966                                                                        | Mosca                                                                           | Unione Sovietica                                                                | 3 – 3                                                                           | Francia                                                                         | Amichevole                                                                      | -                                                                               |                                                                                 |
| 12-7-1966                                                                       | Middlesbrough                                                                   | Corea del Nord                                                                  | 0 – 3                                                                           | Unione Sovietica                                                                | Mondiali 1966                                                                   | -                                                                               |                                                                                 |
| 16-7-1966                                                                       | Sunderland                                                                      | Italia                                                                          | 0 – 1                                                                           | Unione Sovietica                                                                | Mondiali 1966                                                                   | -                                                                               |                                                                                 |
| 20-7-1966                                                                       | Sunderland                                                                      | Cile                                                                            | 1 – 2                                                                           | Unione Sovietica                                                                | Mondiali 1966                                                                   | -                                                                               |                                                                                 |
| 23-7-1966                                                                       | Sunderland                                                                      | Ungheria                                                                        | 1 – 2                                                                           | Unione Sovietica                                                                | Mondiali 1966                                                                   | -                                                                               |                                                                                 |
| 25-7-1966                                                                       | Liverpool                                                                       | Germania Ovest                                                                  | 2 – 1                                                                           | Unione Sovietica                                                                | Mondiali 1966                                                                   | -                                                                               |                                                                                 |
| 28-7-1966                                                                       | Londra                                                                          | Portogallo                                                                      | 2 – 1                                                                           | Unione Sovietica                                                                | Mondiali 1966                                                                   | -                                                                               |                                                                                 |
| 18-9-1966                                                                       | Belgrado                                                                        | Jugoslavia                                                                      | 1 – 2                                                                           | Unione Sovietica                                                                | Amichevole                                                                      | -                                                                               |                                                                                 |
| 16-10-1966                                                                      | Mosca                                                                           | Unione Sovietica                                                                | 0 – 2                                                                           | Turchia                                                                         | Amichevole                                                                      | -                                                                               |                                                                                 |
| 23-10-1966                                                                      | Mosca                                                                           | Unione Sovietica                                                                | 2 – 2                                                                           | Germania Est                                                                    | Amichevole                                                                      | -                                                                               |                                                                                 |
| 1-11-1966                                                                       | Milano                                                                          | Italia                                                                          | 1 – 0                                                                           | Unione Sovietica                                                                | Amichevole                                                                      | -                                                                               |                                                                                 |
| 10-5-1967                                                                       | Glasgow                                                                         | Scozia                                                                          | 0 – 2                                                                           | Unione Sovietica                                                                | Amichevole                                                                      | -                                                                               |                                                                                 |
| 28-5-1967                                                                       | Leningrado                                                                      | Unione Sovietica                                                                | 2 – 0                                                                           | Messico                                                                         | Amichevole                                                                      | -                                                                               |                                                                                 |
| 3-6-1967                                                                        | Parigi                                                                          | Francia                                                                         | 2 – 4                                                                           | Unione Sovietica                                                                | Amichevole                                                                      | -                                                                               |                                                                                 |
| 11-6-1967                                                                       | Mosca                                                                           | Unione Sovietica                                                                | 4 – 3                                                                           | Austria                                                                         | Qual. Euro 1968                                                                 | -                                                                               |                                                                                 |
| 16-7-1967                                                                       | Tbilisi                                                                         | Unione Sovietica                                                                | 4 – 0                                                                           | Grecia                                                                          | Qual. Euro 1968                                                                 | -                                                                               |                                                                                 |
| 28-7-1967                                                                       | Breslavia                                                                       | Polonia                                                                         | 0 – 1                                                                           | Unione Sovietica                                                                | Qual. Olimpiadi 1968                                                            | -                                                                               |                                                                                 |
| 4-8-1967                                                                        | Mosca                                                                           | Unione Sovietica                                                                | 2 – 1                                                                           | Polonia                                                                         | Qual. Olimpiadi 1968                                                            | -                                                                               |                                                                                 |
| 30-8-1967                                                                       | Mosca                                                                           | Unione Sovietica                                                                | 2 – 0                                                                           | Finlandia                                                                       | Qual. Euro 1968                                                                 | -                                                                               |                                                                                 |
| 6-9-1967                                                                        | Turku                                                                           | Finlandia                                                                       | 2 – 5                                                                           | Unione Sovietica                                                                | Qual. Euro 1968                                                                 | -                                                                               |                                                                                 |
| 1-10-1967                                                                       | Mosca                                                                           | Unione Sovietica                                                                | 2 – 2                                                                           | Svizzera                                                                        | Amichevole                                                                      | -                                                                               |                                                                                 |
| 8-10-1967                                                                       | Sofia                                                                           | Bulgaria                                                                        | 1 – 2                                                                           | Unione Sovietica                                                                | Amichevole                                                                      | -                                                                               |                                                                                 |
| 15-10-1967                                                                      | Vienna                                                                          | Austria                                                                         | 1 – 0                                                                           | Unione Sovietica                                                                | Qual. Euro 1968                                                                 | -                                                                               |                                                                                 |
| 31-10-1967                                                                      | Il Pireo                                                                        | Grecia                                                                          | 0 – 1                                                                           | Unione Sovietica                                                                | Qual. Euro 1968                                                                 | -                                                                               |                                                                                 |
| 29-11-1967                                                                      | Rotterdam                                                                       | Paesi Bassi                                                                     | 3 – 1                                                                           | Unione Sovietica                                                                | Amichevole                                                                      | -                                                                               |                                                                                 |
| 6-12-1967                                                                       | Londra                                                                          | Inghilterra                                                                     | 2 – 2                                                                           | Unione Sovietica                                                                | Amichevole                                                                      | -                                                                               |                                                                                 |
| 17-12-1967                                                                      | Ñuñoa                                                                           | Cile                                                                            | 1 – 4                                                                           | Unione Sovietica                                                                | Amichevole                                                                      | -                                                                               |                                                                                 |
| 3-3-1968                                                                        | Città del Messico                                                               | Messico                                                                         | 0 – 0                                                                           | Unione Sovietica                                                                | Amichevole                                                                      | -                                                                               |                                                                                 |
| 7-3-1968                                                                        | León                                                                            | Messico                                                                         | 1 – 1                                                                           | Unione Sovietica                                                                | Amichevole                                                                      | -                                                                               |                                                                                 |
| 10-3-1968                                                                       | Città del Messico                                                               | Messico                                                                         | 0 – 0                                                                           | Unione Sovietica                                                                | Amichevole                                                                      | -                                                                               |                                                                                 |
| 24-4-1968                                                                       | Mosca                                                                           | Unione Sovietica                                                                | 1 – 0                                                                           | Belgio                                                                          | Amichevole                                                                      | -                                                                               |                                                                                 |
| 4-5-1968                                                                        | Budapest                                                                        | Ungheria                                                                        | 2 – 0                                                                           | Unione Sovietica                                                                | Qual. Euro 1968                                                                 | -                                                                               |                                                                                 |
| 11-5-1968                                                                       | Mosca                                                                           | Unione Sovietica                                                                | 3 – 0                                                                           | Ungheria                                                                        | Qual. Euro 1968                                                                 | -                                                                               |                                                                                 |
| 21-5-1968                                                                       | Mosca                                                                           | Unione Sovietica                                                                | 3 – 2                                                                           | Cecoslovacchia                                                                  | QO-19                                                                           | -                                                                               |                                                                                 |
| 1-6-1968                                                                        | Ostrava                                                                         | Cecoslovacchia                                                                  | 3 – 0                                                                           | Unione Sovietica                                                                | QO-19                                                                           | -                                                                               |                                                                                 |
| 5-6-1968                                                                        | Napoli                                                                          | Italia                                                                          | 0 – 0                                                                           | Unione Sovietica                                                                | Euro 1968                                                                       | -                                                                               |                                                                                 |
| 8-6-1968                                                                        | Roma                                                                            | Inghilterra                                                                     | 2 – 0                                                                           | Unione Sovietica                                                                | Euro 1968                                                                       | -                                                                               |                                                                                 |
| 16-6-1968                                                                       | Leningrado                                                                      | Unione Sovietica                                                                | 3 – 1                                                                           | Austria                                                                         | Amichevole                                                                      | -                                                                               |                                                                                 |
| 1-8-1968                                                                        | Göteborg                                                                        | Svezia                                                                          | 2 – 2                                                                           | Unione Sovietica                                                                | Amichevole                                                                      | -                                                                               |                                                                                 |
| 20-02-1969                                                                      | Bogotà                                                                          | Colombia                                                                        | 1 – 3                                                                           | Unione Sovietica                                                                | Amichevole                                                                      | -                                                                               |                                                                                 |
| 25-7-1969                                                                       | Lipsia                                                                          | Germania Est                                                                    | 2 – 2                                                                           | Unione Sovietica                                                                | Amichevole                                                                      | -                                                                               |                                                                                 |
| 6-8-1969                                                                        | Mosca                                                                           | Unione Sovietica                                                                | 0 – 1                                                                           | Svezia                                                                          | Amichevole                                                                      | -                                                                               |                                                                                 |
| 10-9-1969                                                                       | Belfast                                                                         | Irlanda del Nord                                                                | 0 – 0                                                                           | Unione Sovietica                                                                | Qual. Mondiali 1970                                                             | -                                                                               |                                                                                 |
| 24-9-1969                                                                       | Belgrado                                                                        | Jugoslavia                                                                      | 1 – 3                                                                           | Unione Sovietica                                                                | Amichevole                                                                      | -                                                                               |                                                                                 |
| 15-10-1969                                                                      | Kiev                                                                            | Unione Sovietica                                                                | 3 – 0                                                                           | Turchia                                                                         | Qual. Mondiali 1970                                                             | -                                                                               |                                                                                 |
| 22-10-1969                                                                      | Mosca                                                                           | Unione Sovietica                                                                | 2 – 0                                                                           | Irlanda del Nord                                                                | Qual. Mondiali 1970                                                             | -                                                                               |                                                                                 |
| 16-11-1969                                                                      | Istanbul                                                                        | Turchia                                                                         | 1 – 3                                                                           | Unione Sovietica                                                                | Qual. Mondiali 1970                                                             | -                                                                               |                                                                                 |
| 14-02-1970                                                                      | Lima\|Lima (Perù)\|Lima                                                         | Perù                                                                            | 0 – 0                                                                           | Unione Sovietica                                                                | Amichevole                                                                      | -                                                                               |                                                                                 |
| 20-02-1970                                                                      | Lima\|Lima (Perù)\|Lima                                                         | Perù                                                                            | 0 – 2                                                                           | Unione Sovietica                                                                | Amichevole                                                                      | -                                                                               |                                                                                 |
| 22-02-1970                                                                      | San Salvador                                                                    | El Salvador                                                                     | 0 – 2                                                                           | Unione Sovietica                                                                | Amichevole                                                                      | -                                                                               |                                                                                 |
| 26-02-1970                                                                      | Città del Messico                                                               | Messico                                                                         | 0 – 0                                                                           | Unione Sovietica                                                                | Amichevole                                                                      | -                                                                               |                                                                                 |
| 5-5-1970                                                                        | Sofia                                                                           | Bulgaria                                                                        | 3 – 3                                                                           | Unione Sovietica                                                                | Amichevole                                                                      | -                                                                               |                                                                                 |
| 6-5-1970                                                                        | Sofia                                                                           | Bulgaria                                                                        | 0 – 0                                                                           | Unione Sovietica                                                                | Amichevole                                                                      | -                                                                               |                                                                                 |
| 31-5-1970                                                                       | Città del Messico                                                               | Messico                                                                         | 0 – 0                                                                           | Unione Sovietica                                                                | Mondiali 1970                                                                   | -                                                                               |                                                                                 |
| 6-6-1970                                                                        | Città del Messico                                                               | Belgio                                                                          | 1 – 4                                                                           | Unione Sovietica                                                                | Mondiali 1970                                                                   | -                                                                               |                                                                                 |
| 10-6-1970                                                                       | Città del Messico                                                               | El Salvador                                                                     | 0 – 2                                                                           | Unione Sovietica                                                                | Mondiali 1970                                                                   | -                                                                               |                                                                                 |
| 14-6-1970                                                                       | Città del Messico                                                               | Uruguay                                                                         | 1 – 0                                                                           | Unione Sovietica                                                                | Mondiali 1970                                                                   | -                                                                               |                                                                                 |
| 28-10-1970                                                                      | Mosca                                                                           | Unione Sovietica                                                                | 4 – 0                                                                           | Jugoslavia                                                                      | Amichevole                                                                      | -                                                                               |                                                                                 |
| 15-11-1970                                                                      | Nicosia                                                                         | Cipro                                                                           | 1 – 3                                                                           | Unione Sovietica                                                                | Qual. Euro 1972                                                                 | -                                                                               |                                                                                 |
| 17-02-1971                                                                      | Guadalajara                                                                     | Messico                                                                         | 0 – 0                                                                           | Unione Sovietica                                                                | Amichevole                                                                      | -                                                                               |                                                                                 |
| 19-02-1971                                                                      | Città del Messico                                                               | Messico                                                                         | 0 – 0                                                                           | Unione Sovietica                                                                | Amichevole                                                                      | -                                                                               |                                                                                 |
| 28-02-1971                                                                      | San Salvador                                                                    | El Salvador                                                                     | 0 – 1                                                                           | Unione Sovietica                                                                | Amichevole                                                                      | -                                                                               |                                                                                 |
| 28-4-1971                                                                       | Sofia                                                                           | Bulgaria                                                                        | 1 – 1                                                                           | Unione Sovietica                                                                | Amichevole                                                                      | -                                                                               |                                                                                 |
| 30-5-1971                                                                       | Mosca                                                                           | Unione Sovietica                                                                | 2 – 1                                                                           | Spagna                                                                          | Qual. Euro 1972                                                                 | -                                                                               |                                                                                 |
| 7-6-1971                                                                        | Mosca                                                                           | Unione Sovietica                                                                | 6 – 1                                                                           | Cipro                                                                           | Qual. Euro 1972                                                                 | -                                                                               |                                                                                 |
| 14-6-1971                                                                       | Mosca                                                                           | Unione Sovietica                                                                | 1 – 0                                                                           | Scozia                                                                          | Amichevole                                                                      | -                                                                               |                                                                                 |
| 18-9-1971                                                                       | Mosca                                                                           | Unione Sovietica                                                                | 5 – 0                                                                           | India                                                                           | Amichevole                                                                      | -                                                                               |                                                                                 |
| 22-9-1971                                                                       | Mosca                                                                           | Unione Sovietica                                                                | 1 – 0                                                                           | Irlanda del Nord                                                                | Qual. Euro 1972                                                                 | -                                                                               |                                                                                 |
| 13-10-1971                                                                      | Belfast                                                                         | Irlanda del Nord                                                                | 1 – 1                                                                           | Unione Sovietica                                                                | Qual. Euro 1972                                                                 | -                                                                               |                                                                                 |
| 27-10-1971                                                                      | Siviglia                                                                        | Spagna                                                                          | 0 – 0                                                                           | Unione Sovietica                                                                | Qual. Euro 1972                                                                 | -                                                                               |                                                                                 |
| 29-3-1972                                                                       | Sofia                                                                           | Bulgaria                                                                        | 1 – 1                                                                           | Unione Sovietica                                                                | Amichevole                                                                      | -                                                                               |                                                                                 |
| 19-4-1972                                                                       | Kiev                                                                            | Unione Sovietica                                                                | 2 – 0                                                                           | Perù                                                                            | Amichevole                                                                      | -                                                                               |                                                                                 |
| 30-4-1972                                                                       | Belgrado                                                                        | Jugoslavia                                                                      | 0 – 0                                                                           | Unione Sovietica                                                                | Qual. Euro 1972                                                                 | -                                                                               |                                                                                 |
| 13-5-1972                                                                       | Mosca                                                                           | Unione Sovietica                                                                | 3 – 0                                                                           | Jugoslavia                                                                      | Qual. Euro 1972                                                                 | -                                                                               |                                                                                 |
| 26-5-1972                                                                       | Monaco di Baviera                                                               | Germania Ovest                                                                  | 4 – 1                                                                           | Unione Sovietica                                                                | Amichevole                                                                      | -                                                                               |                                                                                 |
| 7-6-1972                                                                        | Mosca                                                                           | Unione Sovietica                                                                | 1 – 0                                                                           | Bulgaria                                                                        | Amichevole                                                                      | -                                                                               |                                                                                 |
| 14-6-1972                                                                       | Anderlecht                                                                      | Ungheria                                                                        | 0 – 1                                                                           | Unione Sovietica                                                                | Euro 1972                                                                       | -                                                                               |                                                                                 |
| 18-6-1972                                                                       | Bruxelles                                                                       | Germania Ovest                                                                  | 3 – 0                                                                           | Unione Sovietica                                                                | Euro 1972                                                                       | -                                                                               |                                                                                 |
| 29-6-1972                                                                       | San Paolo                                                                       | Uruguay                                                                         | 0 – 1                                                                           | Unione Sovietica                                                                | IT                                                                              | -                                                                               |                                                                                 |
| 2-7-1972                                                                        | Belo Horizonte                                                                  | Argentina                                                                       | 1 – 0                                                                           | Unione Sovietica                                                                | IT                                                                              | -                                                                               |                                                                                 |
| 6-7-1972                                                                        | Belo Horizonte                                                                  | Portogallo                                                                      | 1 – 0                                                                           | Unione Sovietica                                                                | IT                                                                              | -                                                                               |                                                                                 |
| 16-7-1972                                                                       | Vaasa                                                                           | Finlandia                                                                       | 1 – 1                                                                           | Unione Sovietica                                                                | Amichevole                                                                      | -                                                                               |                                                                                 |
| 6-8-1972                                                                        | Solna                                                                           | Svezia                                                                          | 4 – 4                                                                           | Unione Sovietica                                                                | Amichevole                                                                      | -                                                                               |                                                                                 |
| 28-8-1972                                                                       | Ratisbona                                                                       | Birmania                                                                        | 0 – 1                                                                           | Unione Sovietica                                                                | Olimpiadi 1972                                                                  | -                                                                               |                                                                                 |
| 30-8-1972                                                                       | Monaco di Baviera                                                               | Sudan                                                                           | 1 – 2                                                                           | Unione Sovietica                                                                | Olimpiadi 1972                                                                  | -                                                                               |                                                                                 |
| 1-9-1972                                                                        | Ratisbona                                                                       | Messico                                                                         | 1 – 4                                                                           | Unione Sovietica                                                                | Olimpiadi 1972                                                                  | -                                                                               |                                                                                 |
| 3-9-1972                                                                        | Monaco di Baviera                                                               | Marocco                                                                         | 0 – 3                                                                           | Unione Sovietica                                                                | Olimpiadi 1972                                                                  | -                                                                               |                                                                                 |
| 5-9-1972                                                                        | Augusta                                                                         | Polonia                                                                         | 2 – 1                                                                           | Unione Sovietica                                                                | Olimpiadi 1972                                                                  | -                                                                               |                                                                                 |
| 8-9-1972                                                                        | Augusta                                                                         | Danimarca                                                                       | 0 – 4                                                                           | Unione Sovietica                                                                | Olimpiadi 1972                                                                  | -                                                                               |                                                                                 |
| 10-9-1972                                                                       | Monaco di Baviera                                                               | Germania Est                                                                    | 2 – 2                                                                           | Unione Sovietica                                                                | Olimpiadi 1972                                                                  | -                                                                               |                                                                                 |
| 13-10-1972                                                                      | Parigi                                                                          | Francia                                                                         | 1 – 0                                                                           | Unione Sovietica                                                                | Qual. Mondiali 1974                                                             | -                                                                               |                                                                                 |
| 18-10-1972                                                                      | Dublino                                                                         | Irlanda                                                                         | 1 – 2                                                                           | Unione Sovietica                                                                | Qual. Mondiali 1974                                                             | -                                                                               |                                                                                 |
| 28-3-1973                                                                       | Plovdiv                                                                         | Bulgaria                                                                        | 1 – 0                                                                           | Unione Sovietica                                                                | Amichevole                                                                      | -                                                                               |                                                                                 |
| 18-4-1973                                                                       | Kiev                                                                            | Unione Sovietica                                                                | 2 – 0                                                                           | Romania                                                                         | Amichevole                                                                      | -                                                                               |                                                                                 |
| 13-5-1973                                                                       | Mosca                                                                           | Unione Sovietica                                                                | 1 – 0                                                                           | Irlanda                                                                         | Qual. Mondiali 1974                                                             | -                                                                               |                                                                                 |
| 26-5-1973                                                                       | Mosca                                                                           | Unione Sovietica                                                                | 2 – 0                                                                           | Francia                                                                         | Qual. Mondiali 1974                                                             | -                                                                               |                                                                                 |
| 10-6-1973                                                                       | Mosca                                                                           | Unione Sovietica                                                                | 1 – 2                                                                           | Inghilterra                                                                     | Amichevole                                                                      | -                                                                               |                                                                                 |
| 21-6-1973                                                                       | Mosca                                                                           | Unione Sovietica                                                                | 0 – 1                                                                           | Brasile                                                                         | Amichevole                                                                      | -                                                                               |                                                                                 |
| 5-8-1973                                                                        | Mosca                                                                           | Unione Sovietica                                                                | 0 – 0                                                                           | Svezia                                                                          | Amichevole                                                                      | -                                                                               |                                                                                 |
| 5-9-1973                                                                        | Mosca                                                                           | Unione Sovietica                                                                | 0 – 1                                                                           | Germania Ovest                                                                  | Amichevole                                                                      | -                                                                               |                                                                                 |
| 26-9-1973                                                                       | Mosca                                                                           | Unione Sovietica                                                                | 0 – 0                                                                           | Cile                                                                            | Qual. Mondiali 1974                                                             | -                                                                               |                                                                                 |
| 17-10-1973                                                                      | Lipsia                                                                          | Germania Est                                                                    | 1 – 0                                                                           | Unione Sovietica                                                                | Amichevole                                                                      | -                                                                               |                                                                                 |
| 17-4-1974                                                                       | Zenica                                                                          | Jugoslavia                                                                      | 0 – 1                                                                           | Unione Sovietica                                                                | Amichevole                                                                      | -                                                                               |                                                                                 |
| 20-5-1974                                                                       | Odessa                                                                          | Unione Sovietica                                                                | 0 – 1                                                                           | Cecoslovacchia                                                                  | Amichevole                                                                      | -                                                                               |                                                                                 |
| 30-10-1974                                                                      | Dublino                                                                         | Irlanda                                                                         | 3 – 0                                                                           | Unione Sovietica                                                                | Qual. Euro 1976                                                                 | -                                                                               |                                                                                 |
| 2-4-1975                                                                        | Kiev                                                                            | Unione Sovietica                                                                | 3 – 0                                                                           | Turchia                                                                         | Qual. Euro 1976                                                                 | -                                                                               |                                                                                 |
| 18-5-1975                                                                       | Kiev                                                                            | Unione Sovietica                                                                | 2 – 1                                                                           | Irlanda                                                                         | Qual. Euro 1976                                                                 | -                                                                               |                                                                                 |
| 8-6-1975                                                                        | Mosca                                                                           | Unione Sovietica                                                                | 1 – 0                                                                           | Italia                                                                          | Amichevole                                                                      | -                                                                               |                                                                                 |
| 12-10-1975                                                                      | Zurigo                                                                          | Svizzera                                                                        | 0 – 1                                                                           | Unione Sovietica                                                                | Qual. Euro 1976                                                                 | -                                                                               |                                                                                 |
| 12-11-1975                                                                      | Kiev                                                                            | Unione Sovietica                                                                | 4 – 1                                                                           | Svizzera                                                                        | Qual. Euro 1976                                                                 | -                                                                               |                                                                                 |
| 23-11-1975                                                                      | Smirne                                                                          | Turchia                                                                         | 1 – 0                                                                           | Unione Sovietica                                                                | Qual. Euro 1976                                                                 | -                                                                               |                                                                                 |
| 29-11-1975                                                                      | Bucarest                                                                        | Romania                                                                         | 2 – 2                                                                           | Unione Sovietica                                                                | Amichevole                                                                      | -                                                                               |                                                                                 |
| 10-3-1976                                                                       | Košice                                                                          | Cecoslovacchia                                                                  | 2 – 2                                                                           | Unione Sovietica                                                                | Amichevole                                                                      | -                                                                               |                                                                                 |
| 20-3-1976                                                                       | Kiev                                                                            | Unione Sovietica                                                                | 0 – 1                                                                           | Argentina                                                                       | Amichevole                                                                      | -                                                                               |                                                                                 |
| 24-3-1976                                                                       | Sofia                                                                           | Bulgaria                                                                        | 0 – 3                                                                           | Unione Sovietica                                                                | Amichevole                                                                      | -                                                                               |                                                                                 |
| 24-4-1976                                                                       | Bratislava                                                                      | Cecoslovacchia                                                                  | 2 – 0                                                                           | Unione Sovietica                                                                | Qual. Euro 1976                                                                 | -                                                                               |                                                                                 |
| 22-5-1976                                                                       | Kiev                                                                            | Unione Sovietica                                                                | 2 – 2                                                                           | Cecoslovacchia                                                                  | Qual. Euro 1976                                                                 | -                                                                               |                                                                                 |
| 26-5-1976                                                                       | Budapest                                                                        | Ungheria                                                                        | 1 – 1                                                                           | Unione Sovietica                                                                | Amichevole                                                                      | -                                                                               |                                                                                 |
| 23-6-1976                                                                       | Vienna                                                                          | Austria                                                                         | 1 – 2                                                                           | Unione Sovietica                                                                | Amichevole                                                                      | -                                                                               |                                                                                 |
| 19-7-1976                                                                       | Montréal                                                                        | Canada                                                                          | 1 – 2                                                                           | Unione Sovietica                                                                | Olimpiadi 1976                                                                  | -                                                                               |                                                                                 |
| 23-7-1976                                                                       | Ottawa                                                                          | Corea del Nord                                                                  | 0 – 3                                                                           | Unione Sovietica                                                                | Olimpiadi 1976                                                                  | -                                                                               |                                                                                 |
| 25-7-1976                                                                       | Sherbrooke                                                                      | Iran                                                                            | 1 – 2                                                                           | Unione Sovietica                                                                | Olimpiadi 1976                                                                  | -                                                                               |                                                                                 |
| 27-7-1976                                                                       | Montréal                                                                        | Germania Est                                                                    | 2 – 1                                                                           | Unione Sovietica                                                                | Olimpiadi 1976                                                                  | -                                                                               |                                                                                 |
| 29-7-1976                                                                       | Montréal                                                                        | Brasile                                                                         | 0 – 2                                                                           | Unione Sovietica                                                                | Olimpiadi 1976                                                                  | -                                                                               |                                                                                 |
| 28-11-1976                                                                      | Buenos Aires                                                                    | Argentina                                                                       | 0 – 0                                                                           | Unione Sovietica                                                                | Amichevole                                                                      | -                                                                               |                                                                                 |
| 1-12-1976                                                                       | Rio de Janeiro                                                                  | Brasile                                                                         | 2 – 0                                                                           | Unione Sovietica                                                                | Amichevole                                                                      | -                                                                               |                                                                                 |
| 20-3-1977                                                                       | Tunisi                                                                          | Tunisia                                                                         | 0 – 3                                                                           | Unione Sovietica                                                                | Amichevole                                                                      | -                                                                               |                                                                                 |
| 23-3-1977                                                                       | Belgrado                                                                        | Jugoslavia                                                                      | 2 – 4                                                                           | Unione Sovietica                                                                | Amichevole                                                                      | -                                                                               |                                                                                 |
| 24-4-1977                                                                       | Mosca                                                                           | Unione Sovietica                                                                | 2 – 0                                                                           | Grecia                                                                          | Qual. Mondiali 1978                                                             | -                                                                               |                                                                                 |
| 30-4-1977                                                                       | Budapest                                                                        | Ungheria                                                                        | 2 – 1                                                                           | Unione Sovietica                                                                | Qual. Mondiali 1978                                                             | -                                                                               |                                                                                 |
| 10-5-1977                                                                       | Salonicco                                                                       | Grecia                                                                          | 1 – 0                                                                           | Unione Sovietica                                                                | Qual. Mondiali 1978                                                             | -                                                                               |                                                                                 |
| 18-5-1977                                                                       | Tbilisi                                                                         | Unione Sovietica                                                                | 2 – 0                                                                           | Ungheria                                                                        | Qual. Mondiali 1978                                                             | -                                                                               |                                                                                 |
| 28-7-1977                                                                       | Lipsia                                                                          | Germania Est                                                                    | 2 – 1                                                                           | Unione Sovietica                                                                | Amichevole                                                                      | -                                                                               |                                                                                 |
| 7-9-1977                                                                        | Volgograd                                                                       | Unione Sovietica                                                                | 4 – 1                                                                           | Polonia                                                                         | Amichevole                                                                      | -                                                                               |                                                                                 |
| 5-10-1977                                                                       | Rotterdam                                                                       | Paesi Bassi                                                                     | 0 – 0                                                                           | Unione Sovietica                                                                | Amichevole                                                                      | -                                                                               |                                                                                 |
| 8-10-1977                                                                       | Parigi                                                                          | Francia                                                                         | 0 – 0                                                                           | Unione Sovietica                                                                | Amichevole                                                                      | -                                                                               |                                                                                 |
| 26-02-1978                                                                      | Marrakesh                                                                       | Marocco                                                                         | 2 – 3                                                                           | Unione Sovietica                                                                | Amichevole                                                                      | -                                                                               |                                                                                 |
| 8-3-1978                                                                        | Roma                                                                            | Germania Ovest                                                                  | 1 – 0                                                                           | Unione Sovietica                                                                | Amichevole                                                                      | -                                                                               |                                                                                 |
| 5-4-1978                                                                        | Erevan                                                                          | Unione Sovietica                                                                | 10 – 2                                                                          | Finlandia                                                                       | Amichevole                                                                      | -                                                                               |                                                                                 |
| 14-5-1978                                                                       | Bucarest                                                                        | Romania                                                                         | 0 – 1                                                                           | Unione Sovietica                                                                | Amichevole                                                                      | -                                                                               |                                                                                 |
| 6-9-1978                                                                        | Teheran                                                                         | Iran                                                                            | 0 – 1                                                                           | Unione Sovietica                                                                | Amichevole                                                                      | -                                                                               |                                                                                 |
| 20-9-1978                                                                       | Erevan                                                                          | Unione Sovietica                                                                | 2 – 0                                                                           | Grecia                                                                          | Qual. Euro 1980                                                                 | -                                                                               |                                                                                 |
| 5-10-1978                                                                       | Ankara                                                                          | Turchia                                                                         | 0 – 2                                                                           | Unione Sovietica                                                                | Amichevole                                                                      | -                                                                               |                                                                                 |
| 11-10-1978                                                                      | Budapest                                                                        | Ungheria                                                                        | 2 – 0                                                                           | Unione Sovietica                                                                | Qual. Euro 1980                                                                 | -                                                                               |                                                                                 |
| 19-11-1978                                                                      | Tokyo                                                                           | Giappone                                                                        | 1 – 4                                                                           | Unione Sovietica                                                                | Amichevole                                                                      | -                                                                               |                                                                                 |
| 23-11-1978                                                                      | Tokyo                                                                           | Giappone                                                                        | 1 – 4                                                                           | Unione Sovietica                                                                | Amichevole                                                                      | -                                                                               |                                                                                 |
| 26-11-1978                                                                      | Osaka                                                                           | Giappone                                                                        | 0 – 3                                                                           | Unione Sovietica                                                                | Amichevole                                                                      | -                                                                               |                                                                                 |
| 28-3-1979                                                                       | Sinferopoli                                                                     | Unione Sovietica                                                                | 3 – 1                                                                           | Bulgaria                                                                        | Amichevole                                                                      | -                                                                               |                                                                                 |
| 19-4-1979                                                                       | Tbilisi                                                                         | Unione Sovietica                                                                | 2 – 0                                                                           | Svezia                                                                          | Amichevole                                                                      | -                                                                               |                                                                                 |
| 5-5-1979                                                                        | Mosca                                                                           | Unione Sovietica                                                                | 3 – 0                                                                           | Cecoslovacchia                                                                  | Amichevole                                                                      | -                                                                               |                                                                                 |
| 19-5-1979                                                                       | Tbilisi                                                                         | Unione Sovietica                                                                | 2 – 2                                                                           | Ungheria                                                                        | Qual. Euro 1980                                                                 | -                                                                               |                                                                                 |
| 27-6-1979                                                                       | Copenaghen                                                                      | Danimarca                                                                       | 1 – 2                                                                           | Unione Sovietica                                                                | Amichevole                                                                      | -                                                                               |                                                                                 |
| 4-7-1979                                                                        | Helsinki                                                                        | Finlandia                                                                       | 1 – 1                                                                           | Unione Sovietica                                                                | Qual. Euro 1980                                                                 | -                                                                               |                                                                                 |
| 5-9-1979                                                                        | Mosca                                                                           | Unione Sovietica                                                                | 1 – 0                                                                           | Germania Est                                                                    | Amichevole                                                                      | -                                                                               |                                                                                 |
| 12-9-1979                                                                       | Atene                                                                           | Grecia                                                                          | 1 – 0                                                                           | Unione Sovietica                                                                | Qual. Euro 1980                                                                 | -                                                                               |                                                                                 |
| 14-10-1979                                                                      | Mosca                                                                           | Unione Sovietica                                                                | 3 – 1                                                                           | Romania                                                                         | Amichevole                                                                      | -                                                                               |                                                                                 |
| 31-10-1979                                                                      | Mosca                                                                           | Unione Sovietica                                                                | 2 – 2                                                                           | Finlandia                                                                       | Qual. Euro 1980                                                                 | -                                                                               |                                                                                 |
| 21-11-1979                                                                      | Tbilisi                                                                         | Unione Sovietica                                                                | 1 – 3                                                                           | Germania Ovest                                                                  | Amichevole                                                                      | -                                                                               |                                                                                 |
| 26-3-1980                                                                       | Sofia                                                                           | Bulgaria                                                                        | 1 – 3                                                                           | Unione Sovietica                                                                | Amichevole                                                                      | -                                                                               |                                                                                 |
| 29-4-1980                                                                       | Malmö                                                                           | Svezia                                                                          | 1 – 5                                                                           | Unione Sovietica                                                                | Amichevole                                                                      | -                                                                               |                                                                                 |
| 23-5-1980                                                                       | Mosca                                                                           | Unione Sovietica                                                                | 1 – 0                                                                           | Francia                                                                         | Amichevole                                                                      | -                                                                               |                                                                                 |
| 15-6-1980                                                                       | Rio de Janeiro                                                                  | Brasile                                                                         | 1 – 2                                                                           | Unione Sovietica                                                                | Amichevole                                                                      | -                                                                               |                                                                                 |
| 12-7-1980                                                                       | Mosca                                                                           | Unione Sovietica                                                                | 2 – 0                                                                           | Danimarca                                                                       | Amichevole                                                                      | -                                                                               |                                                                                 |
| 27-8-1980                                                                       | Budapest                                                                        | Ungheria                                                                        | 1 – 4                                                                           | Unione Sovietica                                                                | Amichevole                                                                      | -                                                                               |                                                                                 |
| 3-9-1980                                                                        | Reykjavík                                                                       | Islanda                                                                         | 1 – 2                                                                           | Unione Sovietica                                                                | Qual. Mondiali 1982                                                             | -                                                                               |                                                                                 |
| 15-10-1980                                                                      | Mosca                                                                           | Unione Sovietica                                                                | 5 – 0                                                                           | Islanda                                                                         | Qual. Mondiali 1982                                                             | -                                                                               |                                                                                 |
| 4-12-1980                                                                       | Mar del Plata                                                                   | Argentina                                                                       | 1 – 1                                                                           | Unione Sovietica                                                                | Amichevole                                                                      | -                                                                               |                                                                                 |
| 30-5-1981                                                                       | Wrexham                                                                         | Galles                                                                          | 0 – 0                                                                           | Unione Sovietica                                                                | Qual. Mondiali 1982                                                             | -                                                                               |                                                                                 |
| 23-9-1981                                                                       | Mosca                                                                           | Unione Sovietica                                                                | 4 – 0                                                                           | Turchia                                                                         | Qual. Mondiali 1982                                                             | -                                                                               |                                                                                 |
| 7-10-1981                                                                       | Smirne                                                                          | Turchia                                                                         | 0 – 3                                                                           | Unione Sovietica                                                                | Qual. Mondiali 1982                                                             | -                                                                               |                                                                                 |
| 28-10-1981                                                                      | Tbilisi                                                                         | Unione Sovietica                                                                | 2 – 0                                                                           | Cecoslovacchia                                                                  | Qual. Mondiali 1982                                                             | -                                                                               |                                                                                 |
| 18-11-1981                                                                      | Tbilisi                                                                         | Unione Sovietica                                                                | 3 – 0                                                                           | Galles                                                                          | Qual. Mondiali 1982                                                             | -                                                                               |                                                                                 |
| 29-11-1981                                                                      | Bratislava                                                                      | Cecoslovacchia                                                                  | 1 – 1                                                                           | Unione Sovietica                                                                | Qual. Mondiali 1982                                                             | -                                                                               |                                                                                 |
| 10-3-1982                                                                       | Nea Filadelfia                                                                  | Grecia                                                                          | 0 – 2                                                                           | Unione Sovietica                                                                | Amichevole                                                                      | -                                                                               |                                                                                 |
| 14-4-1982                                                                       | Buenos Aires                                                                    | Argentina                                                                       | 1 – 1                                                                           | Unione Sovietica                                                                | Amichevole                                                                      | -                                                                               |                                                                                 |
| 5-5-1982                                                                        | Mosca                                                                           | Unione Sovietica                                                                | 1 – 0                                                                           | Germania Est                                                                    | Amichevole                                                                      | -                                                                               |                                                                                 |
| 3-6-1982                                                                        | Solna                                                                           | Svezia                                                                          | 1 – 1                                                                           | Unione Sovietica                                                                | Amichevole                                                                      | -                                                                               |                                                                                 |
| 14-6-1982                                                                       | Siviglia                                                                        | Brasile                                                                         | 2 – 1                                                                           | Unione Sovietica                                                                | Mondiali 1982                                                                   | -                                                                               |                                                                                 |
| 19-6-1982                                                                       | Malaga                                                                          | Nuova Zelanda                                                                   | 0 – 3                                                                           | Unione Sovietica                                                                | Mondiali 1982                                                                   | -                                                                               |                                                                                 |
| 22-6-1982                                                                       | Malaga                                                                          | Scozia                                                                          | 2 – 2                                                                           | Unione Sovietica                                                                | Mondiali 1982                                                                   | -                                                                               |                                                                                 |
| 1-7-1982                                                                        | Barcellona                                                                      | Belgio                                                                          | 0 – 1                                                                           | Unione Sovietica                                                                | Mondiali 1982                                                                   | -                                                                               |                                                                                 |
| 4-7-1982                                                                        | Barcellona                                                                      | Polonia                                                                         | 0 – 0                                                                           | Unione Sovietica                                                                | Mondiali 1982                                                                   | -                                                                               |                                                                                 |
| 13-10-1982                                                                      | Mosca                                                                           | Unione Sovietica                                                                | 2 – 0                                                                           | Finlandia                                                                       | Qual. Euro 1984                                                                 | -                                                                               |                                                                                 |
| 23-3-1983                                                                       | Parigi                                                                          | Francia                                                                         | 1 – 1                                                                           | Unione Sovietica                                                                | Amichevole                                                                      | -                                                                               |                                                                                 |
| 13-4-1983                                                                       | Losanna                                                                         | Svizzera                                                                        | 0 – 1                                                                           | Unione Sovietica                                                                | Amichevole                                                                      | -                                                                               |                                                                                 |
| 27-4-1983                                                                       | Mosca                                                                           | Unione Sovietica                                                                | 5 – 0                                                                           | Portogallo                                                                      | Qual. Euro 1984                                                                 | -                                                                               |                                                                                 |
| 17-5-1983                                                                       | Vienna                                                                          | Austria                                                                         | 2 – 2                                                                           | Unione Sovietica                                                                | Amichevole                                                                      | -                                                                               |                                                                                 |
| 22-5-1983                                                                       | Chorzów                                                                         | Polonia                                                                         | 1 – 1                                                                           | Unione Sovietica                                                                | Qual. Euro 1984                                                                 | -                                                                               |                                                                                 |
| 1-6-1983                                                                        | Helsinki                                                                        | Finlandia                                                                       | 0 – 1                                                                           | Unione Sovietica                                                                | Qual. Euro 1984                                                                 | -                                                                               |                                                                                 |
| 26-7-1983                                                                       | Lipsia                                                                          | Germania Est                                                                    | 1 – 3                                                                           | Unione Sovietica                                                                | Amichevole                                                                      | -                                                                               |                                                                                 |
| 9-10-1983                                                                       | Mosca                                                                           | Unione Sovietica                                                                | 2 – 0                                                                           | Polonia                                                                         | Qual. Euro 1984                                                                 | -                                                                               |                                                                                 |
| 13-11-1983                                                                      | Lisbona                                                                         | Portogallo                                                                      | 1 – 0                                                                           | Unione Sovietica                                                                | Qual. Euro 1984                                                                 | -                                                                               |                                                                                 |
| 28-3-1984                                                                       | Hannover                                                                        | Germania Ovest                                                                  | 2 – 1                                                                           | Unione Sovietica                                                                | Amichevole                                                                      | -                                                                               |                                                                                 |
| 15-5-1984                                                                       | Kouvola                                                                         | Finlandia                                                                       | 1 – 3                                                                           | Unione Sovietica                                                                | Amichevole                                                                      | -                                                                               |                                                                                 |
| 2-6-1984                                                                        | Londra                                                                          | Inghilterra                                                                     | 0 – 2                                                                           | Unione Sovietica                                                                | Amichevole                                                                      | -                                                                               |                                                                                 |
| 19-8-1984                                                                       | Leningrado                                                                      | Unione Sovietica                                                                | 3 – 0                                                                           | Messico                                                                         | Amichevole                                                                      | -                                                                               |                                                                                 |
| 12-9-1984                                                                       | Dublino                                                                         | Irlanda                                                                         | 1 – 0                                                                           | Unione Sovietica                                                                | Qual. Mondiali 1986                                                             | -                                                                               |                                                                                 |
| 10-10-1984                                                                      | Oslo                                                                            | Norvegia                                                                        | 1 – 1                                                                           | Unione Sovietica                                                                | Qual. Mondiali 1986                                                             | -                                                                               |                                                                                 |
| 21-01-1985                                                                      | Kochi                                                                           | Cina                                                                            | 2 – 3                                                                           | Unione Sovietica                                                                | JNC-4                                                                           | -                                                                               |                                                                                 |
| 25-01-1985                                                                      | Kochi                                                                           | Unione Sovietica                                                                | 1 – 2                                                                           | Jugoslavia                                                                      | JNC-4                                                                           | -                                                                               |                                                                                 |
| 28-01-1985                                                                      | Kochi                                                                           | Iran                                                                            | 0 – 2                                                                           | Unione Sovietica                                                                | JNC-4                                                                           | -                                                                               |                                                                                 |
| 2-02-1985                                                                       | Kochi                                                                           | Marocco                                                                         | 0 – 1                                                                           | Unione Sovietica                                                                | JNC-4                                                                           | -                                                                               |                                                                                 |
| 4-02-1985                                                                       | Kochi                                                                           | Unione Sovietica                                                                | 2 – 1                                                                           | Jugoslavia                                                                      | JNC-4                                                                           | -                                                                               |                                                                                 |
| 27-3-1985                                                                       | Tbilisi                                                                         | Unione Sovietica                                                                | 2 – 0                                                                           | Austria                                                                         | Amichevole                                                                      | -                                                                               |                                                                                 |
| 17-4-1985                                                                       | Berna                                                                           | Svizzera                                                                        | 2 – 2                                                                           | Unione Sovietica                                                                | Qual. Mondiali 1986                                                             | -                                                                               |                                                                                 |
| 2-5-1985                                                                        | Mosca                                                                           | Unione Sovietica                                                                | 4 – 0                                                                           | Svizzera                                                                        | Qual. Mondiali 1986                                                             | -                                                                               |                                                                                 |
| 5-6-1985                                                                        | Copenaghen                                                                      | Danimarca                                                                       | 4 – 2                                                                           | Unione Sovietica                                                                | Qual. Mondiali 1986                                                             | -                                                                               |                                                                                 |
| 7-8-1985                                                                        | Mosca                                                                           | Unione Sovietica                                                                | 2 – 0                                                                           | Romania                                                                         | Amichevole                                                                      | -                                                                               |                                                                                 |
| 28-8-1985                                                                       | Mosca                                                                           | Unione Sovietica                                                                | 1 – 0                                                                           | Germania Ovest                                                                  | Amichevole                                                                      | -                                                                               |                                                                                 |
| 25-9-1985                                                                       | Mosca                                                                           | Unione Sovietica                                                                | 1 – 0                                                                           | Danimarca                                                                       | Qual. Mondiali 1986                                                             | -                                                                               |                                                                                 |
| 16-10-1985                                                                      | Mosca                                                                           | Unione Sovietica                                                                | 2 – 0                                                                           | Irlanda                                                                         | Qual. Mondiali 1986                                                             | -                                                                               |                                                                                 |
| 30-10-1985                                                                      | Mosca                                                                           | Unione Sovietica                                                                | 1 – 0                                                                           | Norvegia                                                                        | Qual. Mondiali 1986                                                             | -                                                                               |                                                                                 |
| 22-01-1986                                                                      | Las Palmas de Gran Canaria                                                      | Spagna                                                                          | 2 – 0                                                                           | Unione Sovietica                                                                | Amichevole                                                                      | -                                                                               |                                                                                 |
| 19-02-1986                                                                      | Città del Messico                                                               | Messico                                                                         | 1 – 0                                                                           | Unione Sovietica                                                                | Amichevole                                                                      | -                                                                               |                                                                                 |
| 26-3-1986                                                                       | Tbilisi                                                                         | Unione Sovietica                                                                | 0 – 1                                                                           | Inghilterra                                                                     | Amichevole                                                                      | -                                                                               |                                                                                 |
| 23-4-1986                                                                       | Timișoara                                                                       | Romania                                                                         | 2 – 1                                                                           | Unione Sovietica                                                                | Amichevole                                                                      | -                                                                               |                                                                                 |
| 7-5-1986                                                                        | Mosca                                                                           | Unione Sovietica                                                                | 0 – 0                                                                           | Finlandia                                                                       | Amichevole                                                                      | -                                                                               |                                                                                 |
| 2-6-1986                                                                        | Irapuato                                                                        | Ungheria                                                                        | 0 – 6                                                                           | Unione Sovietica                                                                | Mondiali 1986                                                                   | -                                                                               |                                                                                 |
| 5-6-1986                                                                        | León                                                                            | Francia                                                                         | 1 – 1                                                                           | Unione Sovietica                                                                | Mondiali 1986                                                                   | -                                                                               |                                                                                 |
| 9-6-1986                                                                        | Irapuato                                                                        | Canada                                                                          | 0 – 2                                                                           | Unione Sovietica                                                                | Mondiali 1986                                                                   | -                                                                               |                                                                                 |
| 15-6-1986                                                                       | León                                                                            | Belgio                                                                          | 4 – 3                                                                           | Unione Sovietica                                                                | Mondiali 1986                                                                   | -                                                                               |                                                                                 |
| 20-8-1986                                                                       | Göteborg                                                                        | Svezia                                                                          | 0 – 0                                                                           | Unione Sovietica                                                                | Amichevole                                                                      | -                                                                               |                                                                                 |
| 24-9-1986                                                                       | Reykjavík                                                                       | Islanda                                                                         | 1 – 1                                                                           | Unione Sovietica                                                                | Qual. Euro 1988                                                                 | -                                                                               |                                                                                 |
| 11-10-1986                                                                      | Parigi                                                                          | Francia                                                                         | 0 – 2                                                                           | Unione Sovietica                                                                | Qual. Euro 1988                                                                 | -                                                                               |                                                                                 |
| 29-10-1986                                                                      | Sinferopoli                                                                     | Unione Sovietica                                                                | 4 – 0                                                                           | Norvegia                                                                        | Qual. Euro 1988                                                                 | -                                                                               |                                                                                 |
| 18-02-1987                                                                      | Swansea                                                                         | Galles                                                                          | 0 – 0                                                                           | Unione Sovietica                                                                | Amichevole                                                                      | -                                                                               |                                                                                 |
| 18-4-1987                                                                       | Tbilisi                                                                         | Unione Sovietica                                                                | 1 – 3                                                                           | Svezia                                                                          | Amichevole                                                                      | -                                                                               |                                                                                 |
| 29-4-1987                                                                       | Kiev                                                                            | Unione Sovietica                                                                | 2 – 0                                                                           | Germania Est                                                                    | Qual. Euro 1988                                                                 | -                                                                               |                                                                                 |
| 3-6-1987                                                                        | Oslo                                                                            | Norvegia                                                                        | 0 – 1                                                                           | Unione Sovietica                                                                | Qual. Euro 1988                                                                 | -                                                                               |                                                                                 |
| 29-8-1987                                                                       | Belgrado                                                                        | Jugoslavia                                                                      | 0 – 1                                                                           | Unione Sovietica                                                                | Amichevole                                                                      | -                                                                               |                                                                                 |
| 9-9-1987                                                                        | Mosca                                                                           | Unione Sovietica                                                                | 1 – 1                                                                           | Francia                                                                         | Qual. Euro 1988                                                                 | -                                                                               |                                                                                 |
| 23-9-1987                                                                       | Mosca                                                                           | Unione Sovietica                                                                | 3 – 0                                                                           | Grecia                                                                          | Amichevole                                                                      | -                                                                               |                                                                                 |
| 10-10-1987                                                                      | Berlino                                                                         | Germania Est                                                                    | 1 – 1                                                                           | Unione Sovietica                                                                | Qual. Euro 1988                                                                 | -                                                                               |                                                                                 |
| 28-10-1987                                                                      | Sinferopoli                                                                     | Unione Sovietica                                                                | 2 – 0                                                                           | Islanda                                                                         | Qual. Euro 1988                                                                 | -                                                                               |                                                                                 |
| 20-02-1988                                                                      | Bari                                                                            | Italia                                                                          | 4 – 1                                                                           | Unione Sovietica                                                                | Amichevole                                                                      | -                                                                               |                                                                                 |
| 23-3-1988                                                                       | Marousi                                                                         | Grecia                                                                          | 0 – 4                                                                           | Unione Sovietica                                                                | Amichevole                                                                      | -                                                                               |                                                                                 |
| 31-3-1988                                                                       | Roma                                                                            | Argentina                                                                       | 2 – 4                                                                           | Unione Sovietica                                                                | FNT                                                                             | -                                                                               |                                                                                 |
| 2-4-1988                                                                        | Roma                                                                            | Svezia                                                                          | 2 – 0                                                                           | Unione Sovietica                                                                | FNT                                                                             | -                                                                               |                                                                                 |
| 27-4-1988                                                                       | Trnava                                                                          | Cecoslovacchia                                                                  | 1 – 1                                                                           | Unione Sovietica                                                                | Amichevole                                                                      | -                                                                               |                                                                                 |
| 1-6-1988                                                                        | Mosca                                                                           | Unione Sovietica                                                                | 2 – 1                                                                           | Polonia                                                                         | Amichevole                                                                      | -                                                                               |                                                                                 |
| 12-6-1988                                                                       | Colonia                                                                         | Paesi Bassi                                                                     | 0 – 1                                                                           | Unione Sovietica                                                                | Euro 1988                                                                       | -                                                                               |                                                                                 |
| 15-6-1988                                                                       | Hannover                                                                        | Irlanda                                                                         | 1 – 1                                                                           | Unione Sovietica                                                                | Euro 1988                                                                       | -                                                                               |                                                                                 |
| 18-6-1988                                                                       | Roma                                                                            | Inghilterra                                                                     | 1 – 3                                                                           | Unione Sovietica                                                                | Euro 1988                                                                       | -                                                                               |                                                                                 |
| 22-6-1988                                                                       | Stoccarda                                                                       | Italia                                                                          | 0 – 2                                                                           | Unione Sovietica                                                                | Euro 1988                                                                       | -                                                                               |                                                                                 |
| 25-6-1988                                                                       | Monaco di Baviera                                                               | Paesi Bassi                                                                     | 2 – 0                                                                           | Unione Sovietica                                                                | Euro 1988                                                                       | -                                                                               |                                                                                 |
| 17-8-1988                                                                       | Turku                                                                           | Finlandia                                                                       | 0 – 0                                                                           | Unione Sovietica                                                                | Amichevole                                                                      | -                                                                               |                                                                                 |
| 31-8-1988                                                                       | Reykjavík                                                                       | Islanda                                                                         | 1 – 1                                                                           | Unione Sovietica                                                                | Qual. Mondiali 1990                                                             | -                                                                               |                                                                                 |
| 21-9-1988                                                                       | Düsseldorf                                                                      | Germania Ovest                                                                  | 1 – 0                                                                           | Unione Sovietica                                                                | Amichevole                                                                      | -                                                                               |                                                                                 |
| 19-10-1988                                                                      | Kiev                                                                            | Unione Sovietica                                                                | 2 – 0                                                                           | Austria                                                                         | Qual. Mondiali 1990                                                             | -                                                                               |                                                                                 |
| 21-11-1988                                                                      | Damasco                                                                         | Siria                                                                           | 0 – 2                                                                           | Unione Sovietica                                                                | Amichevole                                                                      | -                                                                               |                                                                                 |
| 23-11-1988                                                                      | Madinat al-Kuwait                                                               | Kuwait                                                                          | 0 – 1                                                                           | Unione Sovietica                                                                | Amichevole                                                                      | -                                                                               |                                                                                 |
| 27-11-1988                                                                      | Madinat al-Kuwait                                                               | Kuwait                                                                          | 0 – 2                                                                           | Unione Sovietica                                                                | Amichevole                                                                      | -                                                                               |                                                                                 |
| 21-02-1989                                                                      | Sofia                                                                           | Bulgaria                                                                        | 1 – 2                                                                           | Unione Sovietica                                                                | Amichevole                                                                      | -                                                                               |                                                                                 |
| 22-3-1989                                                                       | Eindhoven                                                                       | Paesi Bassi                                                                     | 2 – 0                                                                           | Unione Sovietica                                                                | Amichevole                                                                      | -                                                                               |                                                                                 |
| 26-4-1989                                                                       | Kiev                                                                            | Unione Sovietica                                                                | 3 – 0                                                                           | Germania Est                                                                    | Qual. Mondiali 1990                                                             | -                                                                               |                                                                                 |
| 10-5-1989                                                                       | Istanbul                                                                        | Turchia                                                                         | 0 – 1                                                                           | Unione Sovietica                                                                | Qual. Mondiali 1990                                                             | -                                                                               |                                                                                 |
| 31-5-1989                                                                       | Mosca                                                                           | Unione Sovietica                                                                | 1 – 1                                                                           | Islanda                                                                         | Qual. Mondiali 1990                                                             | -                                                                               |                                                                                 |
| 23-8-1989                                                                       | Lubin                                                                           | Polonia                                                                         | 1 – 1                                                                           | Unione Sovietica                                                                | Amichevole                                                                      | -                                                                               |                                                                                 |
| 6-9-1989                                                                        | Vienna                                                                          | Austria                                                                         | 0 – 0                                                                           | Unione Sovietica                                                                | Qual. Mondiali 1990                                                             | -                                                                               |                                                                                 |
| 8-10-1989                                                                       | Karl-Marx-Stadt                                                                 | Germania Est                                                                    | 2 – 1                                                                           | Unione Sovietica                                                                | Qual. Mondiali 1990                                                             | -                                                                               |                                                                                 |
| 15-11-1989                                                                      | Sinferopoli                                                                     | Unione Sovietica                                                                | 2 – 0                                                                           | Turchia                                                                         | Qual. Mondiali 1990                                                             | -                                                                               |                                                                                 |
| 20-02-1990                                                                      | Los Angeles                                                                     | Colombia                                                                        | 0 – 0                                                                           | Unione Sovietica                                                                | LMC                                                                             | -                                                                               |                                                                                 |
| 22-02-1990                                                                      | Los Angeles                                                                     | Costa Rica                                                                      | 1 – 2                                                                           | Unione Sovietica                                                                | LMC                                                                             | -                                                                               |                                                                                 |
| 24-02-1990                                                                      | Palo Alto                                                                       | Stati Uniti                                                                     | 1 – 3                                                                           | Unione Sovietica                                                                | Amichevole                                                                      | -                                                                               |                                                                                 |
| 28-3-1990                                                                       | Kiev                                                                            | Unione Sovietica                                                                | 2 – 1                                                                           | Paesi Bassi                                                                     | Amichevole                                                                      | -                                                                               |                                                                                 |
| 25-4-1990                                                                       | Dublino                                                                         | Irlanda                                                                         | 1 – 0                                                                           | Unione Sovietica                                                                | Amichevole                                                                      | -                                                                               |                                                                                 |
| 16-5-1990                                                                       | Ramat Gan                                                                       | Israele                                                                         | 3 – 2                                                                           | Unione Sovietica                                                                | Amichevole                                                                      | -                                                                               |                                                                                 |
| 9-6-1990                                                                        | Bari                                                                            | Romania                                                                         | 2 – 0                                                                           | Unione Sovietica                                                                | Mondiali 1990                                                                   | -                                                                               |                                                                                 |
| 13-6-1990                                                                       | Napoli                                                                          | Argentina                                                                       | 2 – 0                                                                           | Unione Sovietica                                                                | Mondiali 1990                                                                   | -                                                                               |                                                                                 |
| 18-6-1990                                                                       | Bari                                                                            | Camerun                                                                         | 0 – 4                                                                           | Unione Sovietica                                                                | Mondiali 1990                                                                   | -                                                                               |                                                                                 |
| 29-8-1990                                                                       | Mosca                                                                           | Unione Sovietica                                                                | 1 – 2                                                                           | Romania                                                                         | Amichevole                                                                      | -                                                                               |                                                                                 |
| 12-9-1990                                                                       | Mosca                                                                           | Unione Sovietica                                                                | 2 – 0                                                                           | Norvegia                                                                        | Qual. Euro 1992                                                                 | -                                                                               |                                                                                 |
| 3-11-1990                                                                       | Roma                                                                            | Italia                                                                          | 0 – 0                                                                           | Unione Sovietica                                                                | Qual. Euro 1992                                                                 | -                                                                               |                                                                                 |
| 21-11-1990                                                                      | Port of Spain                                                                   | Stati Uniti                                                                     | 0 – 0                                                                           | Unione Sovietica                                                                | TRT                                                                             | -                                                                               |                                                                                 |
| 23-11-1990                                                                      | Port of Spain                                                                   | Trinidad e Tobago                                                               | 0 – 2                                                                           | Unione Sovietica                                                                | TRT                                                                             | -                                                                               |                                                                                 |
| 30-11-1990                                                                      | Città del Guatemala                                                             | Guatemala                                                                       | 0 – 3                                                                           | Unione Sovietica                                                                | Amichevole                                                                      | -                                                                               |                                                                                 |
| 6-02-1991                                                                       | Glasgow                                                                         | Scozia                                                                          | 0 – 1                                                                           | Unione Sovietica                                                                | Amichevole                                                                      | -                                                                               |                                                                                 |
| 27-3-1991                                                                       | Roma                                                                            | Germania                                                                        | 2 – 1                                                                           | Unione Sovietica                                                                | Amichevole                                                                      | -                                                                               |                                                                                 |
| 17-4-1991                                                                       | Budapest                                                                        | Ungheria                                                                        | 0 – 1                                                                           | Unione Sovietica                                                                | Qual. Euro 1992                                                                 | -                                                                               |                                                                                 |
| 21-5-1991                                                                       | Londra                                                                          | Inghilterra                                                                     | 3 – 1                                                                           | Unione Sovietica                                                                | CLC                                                                             | -                                                                               |                                                                                 |
| 23-5-1991                                                                       | Manchester                                                                      | Argentina                                                                       | 1 – 1                                                                           | Unione Sovietica                                                                | CLC                                                                             | -                                                                               |                                                                                 |
| 29-5-1991                                                                       | Mosca                                                                           | Unione Sovietica                                                                | 4 – 0                                                                           | Cipro                                                                           | Qual. Euro 1992                                                                 | -                                                                               |                                                                                 |
| 13-6-1991                                                                       | Göteborg                                                                        | Svezia                                                                          | 2 – 3                                                                           | Unione Sovietica                                                                | SCT                                                                             | -                                                                               |                                                                                 |
| 16-6-1991                                                                       | Solna                                                                           | Italia                                                                          | 1 – 1                                                                           | Unione Sovietica                                                                | SCT                                                                             | -                                                                               |                                                                                 |
| 28-8-1991                                                                       | Oslo                                                                            | Norvegia                                                                        | 0 – 1                                                                           | Unione Sovietica                                                                | Qual. Euro 1992                                                                 | -                                                                               |                                                                                 |
| 25-9-1991                                                                       | Mosca                                                                           | Unione Sovietica                                                                | 2 – 2                                                                           | Ungheria                                                                        | Qual. Euro 1992                                                                 | -                                                                               |                                                                                 |
| 12-10-1991                                                                      | Mosca                                                                           | Unione Sovietica                                                                | 0 – 0                                                                           | Italia                                                                          | Qual. Euro 1992                                                                 | -                                                                               |                                                                                 |
| 13-11-1991                                                                      | Larnaca                                                                         | Cipro                                                                           | 0 – 3                                                                           | Unione Sovietica                                                                | Qual. Euro 1992                                                                 | -                                                                               |                                                                                 |
| Totale                                                                          |                                                                                 | Presenze                                                                        | 385                                                                             |                                                                                 | Reti                                                                            | ?                                                                               |                                                                                 |